# راي بيركنز
راي بيركنز (بالإنجليزية: Ray Perkins)‏ هو لاعب كرة قدم أمريكية أمريكي، ولد في 6 فبراير 1941 في بيتال في الولايات المتحدة.

## وصلات خارجية
- راي بيركنز على موقع مرجع كرة القدم المحترفة.كوم (الإنجليزية)
- راي بيركنز على موقع كلية كرة القدم في سبورتس رفرنس.كوم (الإنجليزية)
- راي بيركنز على موقع قاعة ألاباما للمشاهير الرياضية (مؤرشف) (الإنجليزية)
- راي بيركنز على موقع قاعة ميسيسيبي للمشاهير الرياضية (الإنجليزية)
- راي بيركنز على موقع إن إن دي بي (الإنجليزية)